# ضریب اتلاف
در فیزیک، ضریب اتلاف (به انگلیسی: dissipation factor) (اختصاری دی‌اف) اندازه‌گیری نرخ-تلف انرژی یک مُد نوسان (مکانیکی، الکتریکی یا الکترومکانیکی) در یک سامانه اتلافی است. این متقابل ضریب کیفیت است که نشان دهنده «کیفیت» یا دوام نوسان است.

## توضیح
انرژی پتانسیل الکتریکی در تمام مواد دی‌الکتریک معمولاً به شکل گرما تلف می‌شود. در یک خازن ساخته شده از یک دی‌الکتریک که بین رساناها قرار داده شده است، مدل اجزای فشرده معمولی شامل یک خازن ایده‌آل بدون‌اتلاف به صورت سری با مقاومتی است که مقاومت سری معادل (ئی‌اس‌آر) نامیده می‌شود، همان‌طور که در زیر نشان داده شده است. ئی‌اس‌آر نشان دهنده اتلاف در خازن است. در یک خازن خوب ئی‌اس‌آر بسیار کوچک است و در یک خازن ضعیف ئی‌اس‌آر بزرگ است. با این حال، ئی‌اس‌آر گاهی حداقل مقدار مورد نیاز است. توجه داشته باشید که ئی‌اس‌آر صرفاً مقاومتی نیست که در یک خازن با اهم‌متر اندازه‌گیری شود. ئی‌اس‌آر یک کمیت برگرفته با منشأ فیزیکی در الکترون‌های رسانش دی‌الکتریک و پدیده آرامش دوقطبی است. در دی‌الکتریک تنها یکی از الکترون‌های رسانش یا آرامش دوقطبی معمولاً بر تلف غالب است. در مورد الکترون‌های رسانش که تلف غالب هستند، داریم
{\displaystyle {\text{ESR}}={\frac {\sigma }{\varepsilon \omega ^{2}C}}}
که اینجا
- {\displaystyle \sigma } رسانندگی بدنه دی‌الکتریک است،
- {\displaystyle \varepsilon } گذردهی بدون‌تلف دی‌الکتریک است،
- {\displaystyle \omega =2\pi f} فرکانس زاویه ای جریان اِی‌سی i است،
- {\displaystyle C} ظرفیت‌خازنی بدون‌تلف است.

یک خازن واقعی یک مدل عنصر فشرده از یک خازن ایده‌آل بدون‌تلف سری با مقاومت سری معادل دارد. تانژانت تلف با زاویه بین بردار امپدانس خازن و محور راکتیو منفی تعریف می‌شود.

اگر خازن در مدار AC استفاده شود، ضریب اتلاف ناشی از خازن غیرایده‌آل به‌صورت نسبت تلف توان مقاومتی در ئی‌اس‌آر به توان راکتیو نوسانی در خازن بیان می‌شود، بنابراین دی‌اف می‌شود:
{\displaystyle {\text{DF}}={\frac {i^{2}{\text{ESR}}}{i^{2}\left|X_{c}\right|}}=\omega C\,{\text{ESR}}={\frac {\sigma }{\varepsilon \omega }}={\frac {1}{Q}}}
هنگام نمایش پارامترهای مدار الکتریکی به عنوان بردار در یک صفحه مختلط، که به عنوان فازور شناخته می‌شود، ضریب اتلاف خازن برابر با تانژانت زاویه بین بردار امپدانس خازن و محور راکتیو منفی است، همان‌طور که در نمودار مجاور نشان داده شده است. این باعث ایجاد پارامتری می‌شود که به عنوان تانژانت تلف tan δ شناخته می‌شود، که در اینجا:
{\displaystyle {\frac {1}{Q}}=\tan(\delta )={\frac {\text{ESR}}{\left|X_{c}\right|}}={\text{DF}}}
به‌همین شیوه، {\displaystyle {\text{ESR}}} را می‌توان از ظرفیت‌خازنی و فرکانسی که در آن تانژانت تلف تعیین شد، استخراج کرد
{\displaystyle {\text{ESR}}={\frac {1}{\omega C}}\tan(\delta )}
از آنجایی که {\textstyle {\text{DF}}} (ضریب اتلاف) در یک خازن خوب معمولاً کوچک است، {\textstyle \delta \sim {\text{DF}}}، و دی‌اف اغلب به صورت درصد بیان می‌شود.
زمانی که {\displaystyle {\text{ESR}}} بسیار کمتر از {\displaystyle X_{c}} است دی‌اف تقریبی برای ضریب توان می‌شود، که معمولاً همین‌طور است.
دی‌اف بسته به ماده دی‌الکتریک و فرکانس سیگنال‌های الکتریکی متفاوت خواهد بود. در سرامیک‌های جبران‌ساز دما در ثابت دی الکتریک پایین (کاپای-کم)، دی‌اف ۰٫۱ تا ۰٫۲ درصد معمول است. در سرامیک‌هایی با ثابت دی‌الکتریک بالا، دی‌اف می‌تواند ۱ تا ۲ درصد باشد. با این‌حال، دی‌اف پایین‌تر معمولاً هنگام مقایسه مواد با دی‌الکتریک مشابه، نشانه‌ای از خازن‌های با کیفیت است.